# Mistrovství světa v alpském lyžování 2019 – slalom mužů
Slalom mužů na Mistrovství světa v alpském lyžování 2019 se konal v neděli 17. února 2019 jako pátý a poslední mužský závod světového šampionátu v lyžařském středisku Åre.
Kvalifikace se uskutečnila s jednodenním předstihem 16. února 2019. Úvodní kolo slalomu odstartovalo v 11.00 hodin a druhá část na něj navázala od 14.30 hodin. Do závodu nastoupilo 99 slalomářů z 52 států.
Obhájcem zlata byl rakouský lyžař Marcel Hirscher.

## Medailisté
Mistrem světa se stal hlavní favorit a 29letý rakouský lídr Světového poháru Marcel Hirscher, kterému po vyhraném prvním kole k titulu stačilo dvacáté páté místo ve druhé jízdě. Získal tak třetí trofej světového šampiona ve slalomu, když navázal na prvenství ze Schladmingu 2013 a Svatého Mořice 2017. Celkově tak na světových šampionátech vybojoval jedenáctou medaili, z toho sedmou zlatou. Výhra znamenala, že se stal nejúspěšnějším lyžařem dosavadní historie mistrovství světa.
Se ztrátou šedesáti pěti setin sekundy vybojoval stříbrný kov 25letý Rakušan Michael Matt, který na stupně vítězů útočil ze čtvrté příčky po prvním kole. V rámci světových šampionátů si tak připsal první individuální medaili a (po stříbru rakouského týmu v aarské soutěži družstev) druhou celkově. Na třetí pozici ve slalomu dojel také na ZOH 2018.
Bronz si odvezl průběžně čtvrtý muž Světového poháru Marco Schwarz také z Rakouska, jenž po třetí nejrychlejší první fázi závodu zajel ve druhém kole devatenáctý čas. Za vítězem zaostal o sedmdesát šest setin sekundy. Na MS 2019 i v kariéře si připsal třetí medaili z mistrovství světa po stříbru z týmové soutěže a bronzu v superkombinaci.

## Výsledky
| P                                                                                     | SČ  | lyžař                         | stát                | 1. kolo                      | pořadí                       | 2. kolo                      | pořadí                       | celkově                      | ztráta                       |
| ------------------------------------------------------------------------------------- | --- | ----------------------------- | ------------------- | ---------------------------- | ---------------------------- | ---------------------------- | ---------------------------- | ---------------------------- | ---------------------------- |
| Zlatá medaile                                                                         | 3   | Marcel Hirscher               | Rakousko            | 1:00,60                      | 1.                           | 1:05,26                      | 25.                          | 2:05,86                      |                              |
| Stříbrná medaile                                                                      | 5   | Michael Matt                  | Rakousko            | 1:01,95                      | 4.                           | 1:04,56                      | 13.                          | 2:06,51                      | +0,65                        |
| Bronzová medaile                                                                      | 6   | Marco Schwarz                 | Rakousko            | 1:01,82                      | 3.                           | 1:04,80                      | 19.                          | 2:06,62                      | +0,76                        |
| 4.                                                                                    | 4   | Alexis Pinturault             | Francie             | 1:01,16                      | 2.                           | 1:05,63                      | 26.                          | 2:06,79                      | +0,93                        |
| 5.                                                                                    | 9   | Ramon Zenhäusern              | Švýcarsko           | 1:02,92                      | 12.                          | 1:03,90                      | 5.                           | 2:06,82                      | +0,96                        |
| 6.                                                                                    | 8   | Manuel Feller                 | Rakousko            | 1:01,98                      | 5.                           | 1:04,92                      | 21.                          | 2:06,90                      | +1,04                        |
| 7.                                                                                    | 1   | Clément Noël                  | Francie             | 1:02,78                      | 8.                           | 1:04,17                      | 6.                           | 2:06,95                      | +1,09                        |
| 8.                                                                                    | 2   | Henrik Kristoffersen          | Norsko              | 1:02,30                      | 6.                           | 1:04,68                      | 16.                          | 2:06,98                      | +1,12                        |
| 9.                                                                                    | 14  | Dave Ryding                   | Spojené království  | 1:03,72                      | 20.                          | 1:03,31                      | 3.                           | 2:07,03                      | +1,17                        |
| 10.                                                                                   | 18  | Stefano Gross                 | Itálie              | 1:02,96                      | 13.                          | 1:04,37                      | 10.                          | 2:07,33                      | +1,47                        |
| 11.                                                                                   | 15  | Christian Hirschbühl          | Rakousko            | 1:02,82                      | 9.                           | 1:04,54                      | 12.                          | 2:07,36                      | +1,50                        |
| 12                                                                                    | 17  | Sebastian-Foss Solevåg        | Norsko              | 1:03,32                      | 15.                          | 1:04,21                      | 7.                           | 2:07,53                      | +1,67                        |
| 13.                                                                                   | 10  | André Myhrer                  | Švédsko             | 1:02,88                      | 10.                          | 1:04,67                      | 15.                          | 2:07,55                      | +1,69                        |
| 14.                                                                                   | 13  | Loïc Meillard                 | Švýcarsko           | 1:02,67                      | 7.                           | 1:05,13                      | 23.                          | 2:07,80                      | +1,94                        |
| 15.                                                                                   | 30  | Alexandr Chorošilov           | Rusko               | 1:03,56                      | 16.                          | 1:04,29                      | 8.                           | 2:07,85                      | +1,99                        |
| 16.                                                                                   | 16  | Victor Muffat-Jeandet         | Francie             | 1:03,67                      | 19.                          | 1:04,42                      | 11.                          | 2:08,09                      | +2,23                        |
| 17                                                                                    | 46  | Žan Kranjec                   | Slovinsko           | 1:05,00                      | 26.                          | 1:03,14                      | 2                            | 2:08,14                      | +2,28                        |
| 18.                                                                                   | 12  | Manfred Mölgg                 | Itálie              | 1:03,62                      | 17.                          | 1:04,63                      | 14.                          | 2:08,25                      | +2,39                        |
| 19.                                                                                   | 34  | Alex Vinatzer                 | Itálie              | 1:05,21                      | 28.                          | 1:03,10                      | 1.                           | 2:08,31                      | +2,45                        |
| 20.                                                                                   | 28  | Mattias Hargin                | Švédsko             | 1:04,96                      | 25.                          | 1:03,43                      | 4.                           | 2:08,39                      | +2,53                        |
| 21.                                                                                   | 23  | Elias Kolega                  | Chorvatsko          | 1:04,07                      | 22.                          | 1:04,35                      | 9.                           | 2:08,42                      | +2,56                        |
| 22.                                                                                   | 22  | Giuliano Razzoli              | Itálie              | 1:03,25                      | 14.                          | 1:05,20                      | 24.                          | 2:08,45                      | +2,59                        |
| 23.                                                                                   | 26  | Jonathan Nordbotten           | Norsko              | 1:04,62                      | 24.                          | 1:04,74                      | 17.                          | 2:09,36                      | +3,50                        |
| 24.                                                                                   | 33  | Simon Fournier                | Kanada              | 1:04,49                      | 23.                          | 1:04,93                      | 22.                          | 2:09,42                      | +3,56                        |
| 25.                                                                                   | 51  | Anton Tremmel                 | Německo             | 1:05,04                      | 27.                          | 1:04,74                      | 17.                          | 2:09,78                      | +3,92                        |
| 26.                                                                                   | 45  | Filip Zubčić                  | Chorvatsko          | 1:05,24                      | 30.                          | 1:04,87                      | 20.                          | 2:10,11                      | +4,25                        |
| 27.                                                                                   | 42  | Juan Del Campo                | Španělsko           | 1:05,23                      | 29.                          | 1:05,77                      | 27.                          | 2:11,00                      | +5,14                        |
| 28.                                                                                   | 32  | Linus Straßer                 | Německo             | 1:05,58                      | 32.                          | 1:06,03                      | 28.                          | 2:11,61                      | +5,75                        |
| 29.                                                                                   | 37  | Tanguy Nef                    | Švýcarsko           | 1:05,30                      | 31.                          | 1:06,34                      | 29.                          | 2:11,64                      | +5,78                        |
| 30.                                                                                   | 49  | Jens Henttinen                | Finsko              | 1:05,93                      | 36.                          | 1:06,53                      | 30.                          | 2:12,46                      | +6,60                        |
| 31.                                                                                   | 47  | Pavel Trichičev               | Rusko               | 1:05,68                      | 34.                          | 1:06,83                      | 31.                          | 2:12,51                      | +6,65                        |
| 32.                                                                                   | 29  | Matej Vidović                 | Chorvatsko          | 1:05,86                      | 35.                          | 1:07,74                      | 32.                          | 2:13,60                      | +7,74                        |
| 33.                                                                                   | 54  | Jakob Špik                    | Slovinsko           | 1:05,67                      | 33.                          | 1:09,39                      | 36.                          | 2:15,06                      | +9,20                        |
| 34.                                                                                   | 44  | Matej Falat                   | Slovensko           | 1:06,70                      | 37.                          | 1:09,02                      | 35.                          | 2:15,72                      | +9,86                        |
| 35.                                                                                   | 76  | Alec Scott                    | Austrálie           | 1:09,61                      | 48.                          | 1:08,40                      | 33.                          | 2:18,01                      | +12,15                       |
| 36.                                                                                   | 64  | Max van Rossum                | Nizozemsko          | 1:09,54                      | 47.                          | 1:08,74                      | 34.                          | 2:18,28                      | +12,42                       |
| 37.                                                                                   | 56  | Zak Vinter                    | Spojené království  | 1:09,21                      | 46.                          | 1:10,96                      | 37.                          | 2:19,27                      | +13,41                       |
| 38.                                                                                   | 67  | Miks Zvejnieks                | Lotyšsko            | 1:08,34                      | 40.                          | 1:11,67                      | 39.                          | 2:20,01                      | +14,15                       |
| 39.                                                                                   | 80  | Itamar Biran                  | Izrael              | 1:09,05                      | 44.                          | 1:11,07                      | 38.                          | 2:20,12                      | +14,26                       |
| 40.                                                                                   | 25  | Leif Kristian Nestvold-Haugen | Norsko              | 1:03,62                      | 17.                          | 1:17,40                      | 45.                          | 2:21,02                      | +15,16                       |
| 41.                                                                                   | 55  | Alex Puente Tasias            | Španělsko           | 1:07,38                      | 38.                          | 1:15,80                      | 43.                          | 2:23,18                      | +17,32                       |
| 42.                                                                                   | 83  | Cormac Comerford              | Irsko               | 1:11,98                      | 49.                          | 1:13,08                      | 40.                          | 2:25,06                      | +19,20                       |
| 43.                                                                                   | 86  | Andrej Drukarov               | Litva               | 1:12,88                      | 50.                          | 1:13,13                      | 41.                          | 2:26,01                      | +20,15                       |
| 44.                                                                                   | 89  | Michael Poettoz               | Kolumbie            | 1:13,67                      | 51.                          | 1:14,64                      | 42.                          | 2:28,31                      | +22,45                       |
| 45.                                                                                   | 78  | Alexandru Barbu               | Rumunsko            | 1:15,02                      | 53.                          | 1:16,48                      | 44.                          | 2:31,50                      | +25,64                       |
| 46.                                                                                   | 93  | Erjon Tola                    | Albánie             | 1:16,71                      | 55.                          | 1:17,93                      | 46.                          | 2:34,64                      | +28,78                       |
| 47.                                                                                   | 94  | Yianno Kouyoumdjian           | Kypr                | 1:18,97                      | 56.                          | 1:19,93                      | 47.                          | 2:38,90                      | +33,04                       |
| 48.                                                                                   | 100 | Ricardo Brancal               | Portugalsko         | 1:33,06                      | 57.                          | 1:31,60                      | 48.                          | 3:04,66                      | +58,80                       |
| —                                                                                     | 27  | Dominik Stehle                | Německo             | 1:03,91                      | 21.                          | nedojel do cíle 2. kola      | nedojel do cíle 2. kola      | nedojel do cíle 2. kola      | nedojel do cíle 2. kola      |
| —                                                                                     | 82  | Yoan Todorov                  | Bulharsko           | 1:08,48                      | 41.                          | nedojel do cíle 2. kola      | nedojel do cíle 2. kola      | nedojel do cíle 2. kola      | nedojel do cíle 2. kola      |
| —                                                                                     | 66  | Axel Esteve                   | Andorra             | 1:08,68                      | 42.                          | nedojel do cíle 2. kola      | nedojel do cíle 2. kola      | nedojel do cíle 2. kola      | nedojel do cíle 2. kola      |
| —                                                                                     | 60  | Billy Major                   | Spojené království  | 1:08,87                      | 43.                          | nedojel do cíle 2. kola      | nedojel do cíle 2. kola      | nedojel do cíle 2. kola      | nedojel do cíle 2. kola      |
| —                                                                                     | 77  | Daniel Paulus                 | Česko               | 1:09,05                      | 44.                          | nedojel do cíle 2. kola      | nedojel do cíle 2. kola      | nedojel do cíle 2. kola      | nedojel do cíle 2. kola      |
| —                                                                                     | 96  | Zakhar Kuchin                 | Kazachstán          | 1:16,69                      | 54.                          | nedojel do cíle 2. kola      | nedojel do cíle 2. kola      | nedojel do cíle 2. kola      | nedojel do cíle 2. kola      |
| —                                                                                     | 11  | Felix Neureuther              | Německo             | 1:02,89                      | 11.                          | diskvalifikován ve 2. kole   | diskvalifikován ve 2. kole   | diskvalifikován ve 2. kole   | diskvalifikován ve 2. kole   |
| —                                                                                     | 19  | Štefan Hadalin                | Slovinsko           | 1:08,08                      | 39.                          | nenastoupil na start 2. kola | nenastoupil na start 2. kola | nenastoupil na start 2. kola | nenastoupil na start 2. kola |
| —                                                                                     | 31  | Adam Žampa                    | Slovensko           | 1:14,26                      | 52.                          | nenastoupil na start 2. kola | nenastoupil na start 2. kola | nenastoupil na start 2. kola | nenastoupil na start 2. kola |
| —                                                                                     | 7   | Daniel Yule                   | Švýcarsko           | nedojel do cíle 1. kola      | nedojel do cíle 1. kola      | nedojel do cíle 1. kola      | nedojel do cíle 1. kola      | nedojel do cíle 1. kola      | nedojel do cíle 1. kola      |
| —                                                                                     | 21  | Albert Popov                  | Bulharsko           | nedojel do cíle 1. kola      | nedojel do cíle 1. kola      | nedojel do cíle 1. kola      | nedojel do cíle 1. kola      | nedojel do cíle 1. kola      | nedojel do cíle 1. kola      |
| —                                                                                     | 24  | Istok Rodeš                   | Chorvatsko          | nedojel do cíle 1. kola      | nedojel do cíle 1. kola      | nedojel do cíle 1. kola      | nedojel do cíle 1. kola      | nedojel do cíle 1. kola      | nedojel do cíle 1. kola      |
| —                                                                                     | 35  | Laurie Taylor                 | Spojené království  | nedojel do cíle 1. kola      | nedojel do cíle 1. kola      | nedojel do cíle 1. kola      | nedojel do cíle 1. kola      | nedojel do cíle 1. kola      | nedojel do cíle 1. kola      |
| —                                                                                     | 36  | Kamen Zlatkov                 | Bulharsko           | nedojel do cíle 1. kola      | nedojel do cíle 1. kola      | nedojel do cíle 1. kola      | nedojel do cíle 1. kola      | nedojel do cíle 1. kola      | nedojel do cíle 1. kola      |
| —                                                                                     | 38  | Kristoffer Jakobsen           | Švédsko             | nedojel do cíle 1. kola      | nedojel do cíle 1. kola      | nedojel do cíle 1. kola      | nedojel do cíle 1. kola      | nedojel do cíle 1. kola      | nedojel do cíle 1. kola      |
| —                                                                                     | 39  | Erik Read                     | Kanada              | nedojel do cíle 1. kola      | nedojel do cíle 1. kola      | nedojel do cíle 1. kola      | nedojel do cíle 1. kola      | nedojel do cíle 1. kola      | nedojel do cíle 1. kola      |
| —                                                                                     | 40  | Trevor Philp                  | Kanada              | nedojel do cíle 1. kola      | nedojel do cíle 1. kola      | nedojel do cíle 1. kola      | nedojel do cíle 1. kola      | nedojel do cíle 1. kola      | nedojel do cíle 1. kola      |
| —                                                                                     | 41  | Joaquim Salarich              | Španělsko           | nedojel do cíle 1. kola      | nedojel do cíle 1. kola      | nedojel do cíle 1. kola      | nedojel do cíle 1. kola      | nedojel do cíle 1. kola      | nedojel do cíle 1. kola      |
| —                                                                                     | 43  | Ondřej Berndt                 | Česko               | nedojel do cíle 1. kola      | nedojel do cíle 1. kola      | nedojel do cíle 1. kola      | nedojel do cíle 1. kola      | nedojel do cíle 1. kola      | nedojel do cíle 1. kola      |
| —                                                                                     | 48  | Joonas Rasanen                | Finsko              | nedojel do cíle 1. kola      | nedojel do cíle 1. kola      | nedojel do cíle 1. kola      | nedojel do cíle 1. kola      | nedojel do cíle 1. kola      | nedojel do cíle 1. kola      |
| —                                                                                     | 50  | Kryštof Krýzl                 | Česko               | nedojel do cíle 1. kola      | nedojel do cíle 1. kola      | nedojel do cíle 1. kola      | nedojel do cíle 1. kola      | nedojel do cíle 1. kola      | nedojel do cíle 1. kola      |
| —                                                                                     | 52  | Sam Maes                      | Belgie              | nedojel do cíle 1. kola      | nedojel do cíle 1. kola      | nedojel do cíle 1. kola      | nedojel do cíle 1. kola      | nedojel do cíle 1. kola      | nedojel do cíle 1. kola      |
| —                                                                                     | 53  | Carl Jonsson                  | Švédsko             | nedojel do cíle 1. kola      | nedojel do cíle 1. kola      | nedojel do cíle 1. kola      | nedojel do cíle 1. kola      | nedojel do cíle 1. kola      | nedojel do cíle 1. kola      |
| —                                                                                     | 57  | Kai Alaerts                   | Belgie              | nedojel do cíle 1. kola      | nedojel do cíle 1. kola      | nedojel do cíle 1. kola      | nedojel do cíle 1. kola      | nedojel do cíle 1. kola      | nedojel do cíle 1. kola      |
| —                                                                                     | 58  | Dries Van den Broecke         | Belgie              | nedojel do cíle 1. kola      | nedojel do cíle 1. kola      | nedojel do cíle 1. kola      | nedojel do cíle 1. kola      | nedojel do cíle 1. kola      | nedojel do cíle 1. kola      |
| —                                                                                     | 59  | Adam Barwood                  | Nový Zéland         | nedojel do cíle 1. kola      | nedojel do cíle 1. kola      | nedojel do cíle 1. kola      | nedojel do cíle 1. kola      | nedojel do cíle 1. kola      | nedojel do cíle 1. kola      |
| —                                                                                     | 61  | Alexandr Andrijenko           | Rusko               | nedojel do cíle 1. kola      | nedojel do cíle 1. kola      | nedojel do cíle 1. kola      | nedojel do cíle 1. kola      | nedojel do cíle 1. kola      | nedojel do cíle 1. kola      |
| —                                                                                     | 62  | Tomas Birkner De Miguel       | Argentina           | nedojel do cíle 1. kola      | nedojel do cíle 1. kola      | nedojel do cíle 1. kola      | nedojel do cíle 1. kola      | nedojel do cíle 1. kola      | nedojel do cíle 1. kola      |
| —                                                                                     | 63  | Žaks Gedra                    | Lotyšsko            | nedojel do cíle 1. kola      | nedojel do cíle 1. kola      | nedojel do cíle 1. kola      | nedojel do cíle 1. kola      | nedojel do cíle 1. kola      | nedojel do cíle 1. kola      |
| —                                                                                     | 65  | Tom Verbeke                   | Belgie              | nedojel do cíle 1. kola      | nedojel do cíle 1. kola      | nedojel do cíle 1. kola      | nedojel do cíle 1. kola      | nedojel do cíle 1. kola      | nedojel do cíle 1. kola      |
| —                                                                                     | 68  | Sebastiano Gastaldi           | Argentina           | nedojel do cíle 1. kola      | nedojel do cíle 1. kola      | nedojel do cíle 1. kola      | nedojel do cíle 1. kola      | nedojel do cíle 1. kola      | nedojel do cíle 1. kola      |
| —                                                                                     | 69  | Marko Šljivić                 | Bosna a Hercegovina | nedojel do cíle 1. kola      | nedojel do cíle 1. kola      | nedojel do cíle 1. kola      | nedojel do cíle 1. kola      | nedojel do cíle 1. kola      | nedojel do cíle 1. kola      |
| —                                                                                     | 70  | Tormis Laine                  | Estonsko            | nedojel do cíle 1. kola      | nedojel do cíle 1. kola      | nedojel do cíle 1. kola      | nedojel do cíle 1. kola      | nedojel do cíle 1. kola      | nedojel do cíle 1. kola      |
| —                                                                                     | 71  | Ioannis Antoniou              | Řecko               | nedojel do cíle 1. kola      | nedojel do cíle 1. kola      | nedojel do cíle 1. kola      | nedojel do cíle 1. kola      | nedojel do cíle 1. kola      | nedojel do cíle 1. kola      |
| —                                                                                     | 72  | Sturla Snær Snorrason         | Island              | nedojel do cíle 1. kola      | nedojel do cíle 1. kola      | nedojel do cíle 1. kola      | nedojel do cíle 1. kola      | nedojel do cíle 1. kola      | nedojel do cíle 1. kola      |
| —                                                                                     | 73  | Strahinja Stanišić            | Srbsko              | nedojel do cíle 1. kola      | nedojel do cíle 1. kola      | nedojel do cíle 1. kola      | nedojel do cíle 1. kola      | nedojel do cíle 1. kola      | nedojel do cíle 1. kola      |
| —                                                                                     | 74  | Simon Breitfuss Kammerlander  | Bolívie             | nedojel do cíle 1. kola      | nedojel do cíle 1. kola      | nedojel do cíle 1. kola      | nedojel do cíle 1. kola      | nedojel do cíle 1. kola      | nedojel do cíle 1. kola      |
| —                                                                                     | 75  | Antonio Ristevski             | Severní Makedonie   | nedojel do cíle 1. kola      | nedojel do cíle 1. kola      | nedojel do cíle 1. kola      | nedojel do cíle 1. kola      | nedojel do cíle 1. kola      | nedojel do cíle 1. kola      |
| —                                                                                     | 79  | Casper Dyrbye Næsted          | Dánsko              | nedojel do cíle 1. kola      | nedojel do cíle 1. kola      | nedojel do cíle 1. kola      | nedojel do cíle 1. kola      | nedojel do cíle 1. kola      | nedojel do cíle 1. kola      |
| —                                                                                     | 81  | Iáson Abramašvili             | Gruzie              | nedojel do cíle 1. kola      | nedojel do cíle 1. kola      | nedojel do cíle 1. kola      | nedojel do cíle 1. kola      | nedojel do cíle 1. kola      | nedojel do cíle 1. kola      |
| —                                                                                     | 84  | Morteza Džafari               | Írán                | nedojel do cíle 1. kola      | nedojel do cíle 1. kola      | nedojel do cíle 1. kola      | nedojel do cíle 1. kola      | nedojel do cíle 1. kola      | nedojel do cíle 1. kola      |
| —                                                                                     | 85  | Matthieu Osch                 | Lucembursko         | nedojel do cíle 1. kola      | nedojel do cíle 1. kola      | nedojel do cíle 1. kola      | nedojel do cíle 1. kola      | nedojel do cíle 1. kola      | nedojel do cíle 1. kola      |
| —                                                                                     | 87  | Eldar Salihović               | Černá Hora          | nedojel do cíle 1. kola      | nedojel do cíle 1. kola      | nedojel do cíle 1. kola      | nedojel do cíle 1. kola      | nedojel do cíle 1. kola      | nedojel do cíle 1. kola      |
| —                                                                                     | 88  | Bence Nagy                    | Maďarsko            | nedojel do cíle 1. kola      | nedojel do cíle 1. kola      | nedojel do cíle 1. kola      | nedojel do cíle 1. kola      | nedojel do cíle 1. kola      | nedojel do cíle 1. kola      |
| —                                                                                     | 90  | Ivan Kovbasňuk                | Ukrajina            | nedojel do cíle 1. kola      | nedojel do cíle 1. kola      | nedojel do cíle 1. kola      | nedojel do cíle 1. kola      | nedojel do cíle 1. kola      | nedojel do cíle 1. kola      |
| —                                                                                     | 91  | Daniil Čercin                 | Bělorusko           | nedojel do cíle 1. kola      | nedojel do cíle 1. kola      | nedojel do cíle 1. kola      | nedojel do cíle 1. kola      | nedojel do cíle 1. kola      | nedojel do cíle 1. kola      |
| —                                                                                     | 92  | Komiljon Tuchtajev            | Uzbekistán          | nedojel do cíle 1. kola      | nedojel do cíle 1. kola      | nedojel do cíle 1. kola      | nedojel do cíle 1. kola      | nedojel do cíle 1. kola      | nedojel do cíle 1. kola      |
| —                                                                                     | 95  | Jevgenij Timofejev            | Kyrgyzstán          | nedojel do cíle 1. kola      | nedojel do cíle 1. kola      | nedojel do cíle 1. kola      | nedojel do cíle 1. kola      | nedojel do cíle 1. kola      | nedojel do cíle 1. kola      |
| —                                                                                     | 97  | Čang Jang-ming                | Čína                | nedojel do cíle 1. kola      | nedojel do cíle 1. kola      | nedojel do cíle 1. kola      | nedojel do cíle 1. kola      | nedojel do cíle 1. kola      | nedojel do cíle 1. kola      |
| —                                                                                     | 98  | Connor Wilson                 | Jižní Afrika        | nedojel do cíle 1. kola      | nedojel do cíle 1. kola      | nedojel do cíle 1. kola      | nedojel do cíle 1. kola      | nedojel do cíle 1. kola      | nedojel do cíle 1. kola      |
| —                                                                                     | 20  | Julien Lizeroux               | Francie             | diskvalifikován v 1. kole    | diskvalifikován v 1. kole    | diskvalifikován v 1. kole    | diskvalifikován v 1. kole    | diskvalifikován v 1. kole    | diskvalifikován v 1. kole    |
| —                                                                                     | 99  | Haruťun Haruťuňan             | Arménie             | nenastoupil na start 1. kola | nenastoupil na start 1. kola | nenastoupil na start 1. kola | nenastoupil na start 1. kola | nenastoupil na start 1. kola | nenastoupil na start 1. kola |
| První kolo odstartovalo ve 11.00 hodin a druhé kolo navázalo od 14. 30 hodin (UTC+1). |     |                               |                     |                              |                              |                              |                              |                              |                              |